# Погача
Погача је врста округлог хлеба, који се у прошлости свакодневно пекао у домаћинствима. Обично је била од пшеничног брашна, а округли хлеб од кукурузног брашна (пројиног) зове се проја. Након печења, погача би обично била загорела, па ју је требало остругати од гарежи, што се чинило или металним рендетом, или за то посебним ножем, кустуром.
Данас је у градским, па и сеоским, срединама печење погаче углавном замењено куповином хлеба у продавници. 
У српској кухињи постоји мрсна и посна погача.

## Највећа погача
Највећа погача је 2011. направљена у Азањи код Смедеревске Паланке. Њен пречник је износио пет метара и 96 cm, а тежина 600 kg.

## Занимљивости
У српском језику постоји изрека „хоће хлеба преко погаче“.

## Друга значења
Погача може значити било коју округлу форму од тестастог материјала, нпр. погача за исхрану стоке, пчела итд, или погача од малтера (која се, на пример, користи код лепљења гипс-картонских плоча на зид).